# Птолемей Апіон
Птолемей Апіон (*Πτολεμαίος ο Απίων, між 154 до н. е. та 150 до н. е. — 96 до н. е.) — цар Киренаїки з 116 до 96 до н. е.

## Життєпис
Походив з династії Птолемеїв. Позашлюбний син Птолемея VIII Фіскона та коханки Ірен. Народився у 150-х до н. е. за часів володарювання його батька в Киренському царстві. Після отримання Птолемеєм Фісконом влади в Єгипті у 145 році до н. е., Апіон перебирався до Александрійського царського двору. Там мешкав до 116 року до н. е., коли Фіскон помер. За заповітом останнього отримав Киренаїку.
У 116 до н. е. перебирався до Кирени, де став самостійним царем. Про правління Апіона немає якихось достовірних знань. Близько 105 або 101 до н. е. написав заповіт, відповідно до якого Киренське царство мало перейти до Римської республіки.
Помер у 96 до н. е.
Спочатку римський сенат відмовився приймати це царство, надавши містам Киренаїки волю. Це призвело до безладдя, а згодом — анархії. Тому 76 року до н. е. сенат вирішив прийняти цю область, призначивши як намісника квестора Гнея Корнелія Лентула Марцелліна. Останній облаштував Киренаїку як нову римську провінцію.